# Pantherpilz
Der Pantherpilz (Amanita pantherina) ist eine Pilzart aus der Familie der Wulstlingsverwandten (Amanitaceae). Die Fruchtkörper des Pantherpilzes zeigen typische Wulstlingsmerkmale: braune, mit weißen Flocken besetzte Hüte, beringte weiße Stiele mit verdickter Knolle am unteren Ende und helle, dicht stehende Lamellen. Der Pantherpilz ist stark giftig. Die Fruchtkörper enthalten Ibotensäure, Muscimol und Muscazon.

## Merkmale

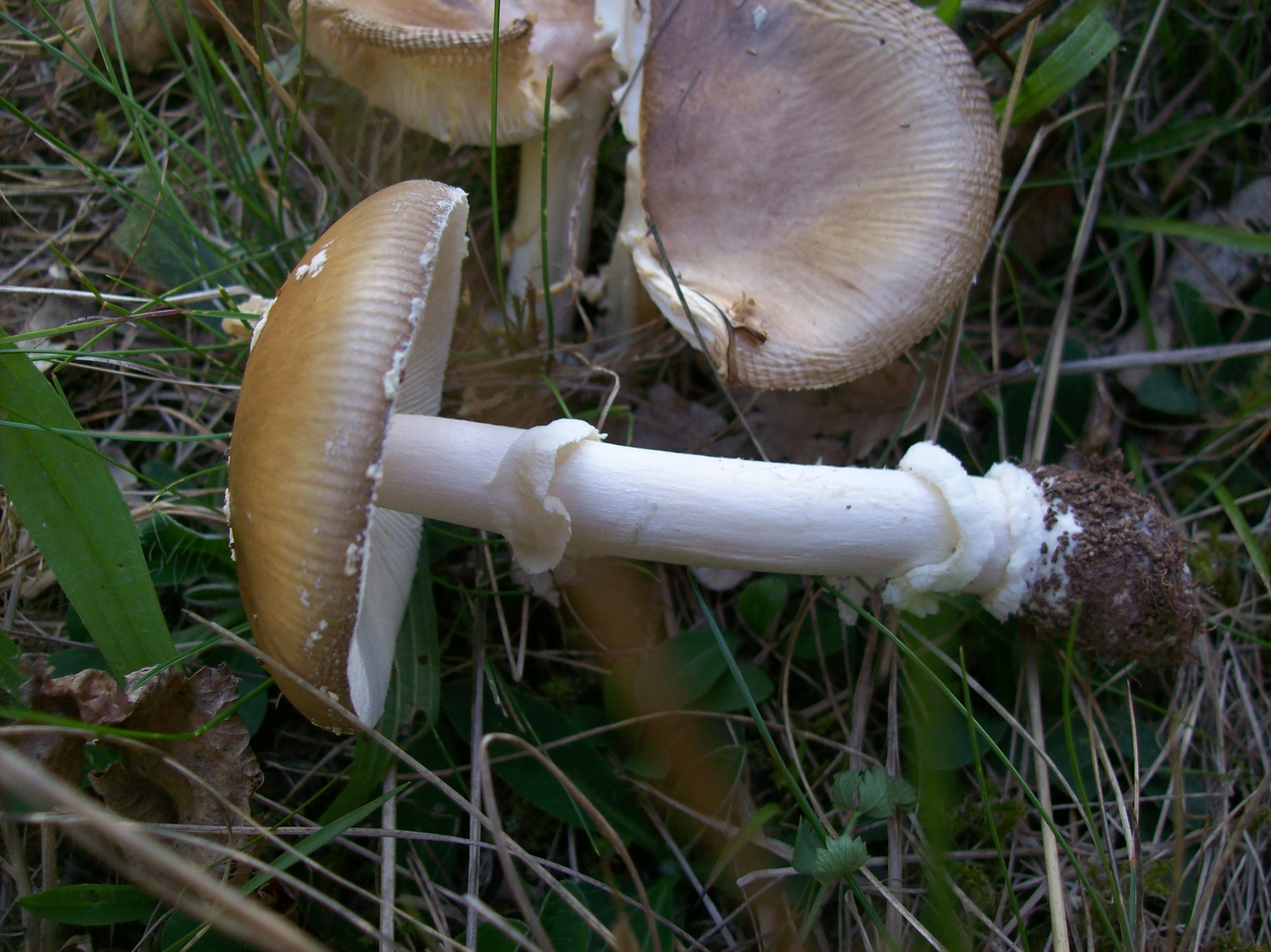
Charakteristisch ist die wulstig abgesetzte Stielbasis mit einem weiteren Gürtel kurz darüber.

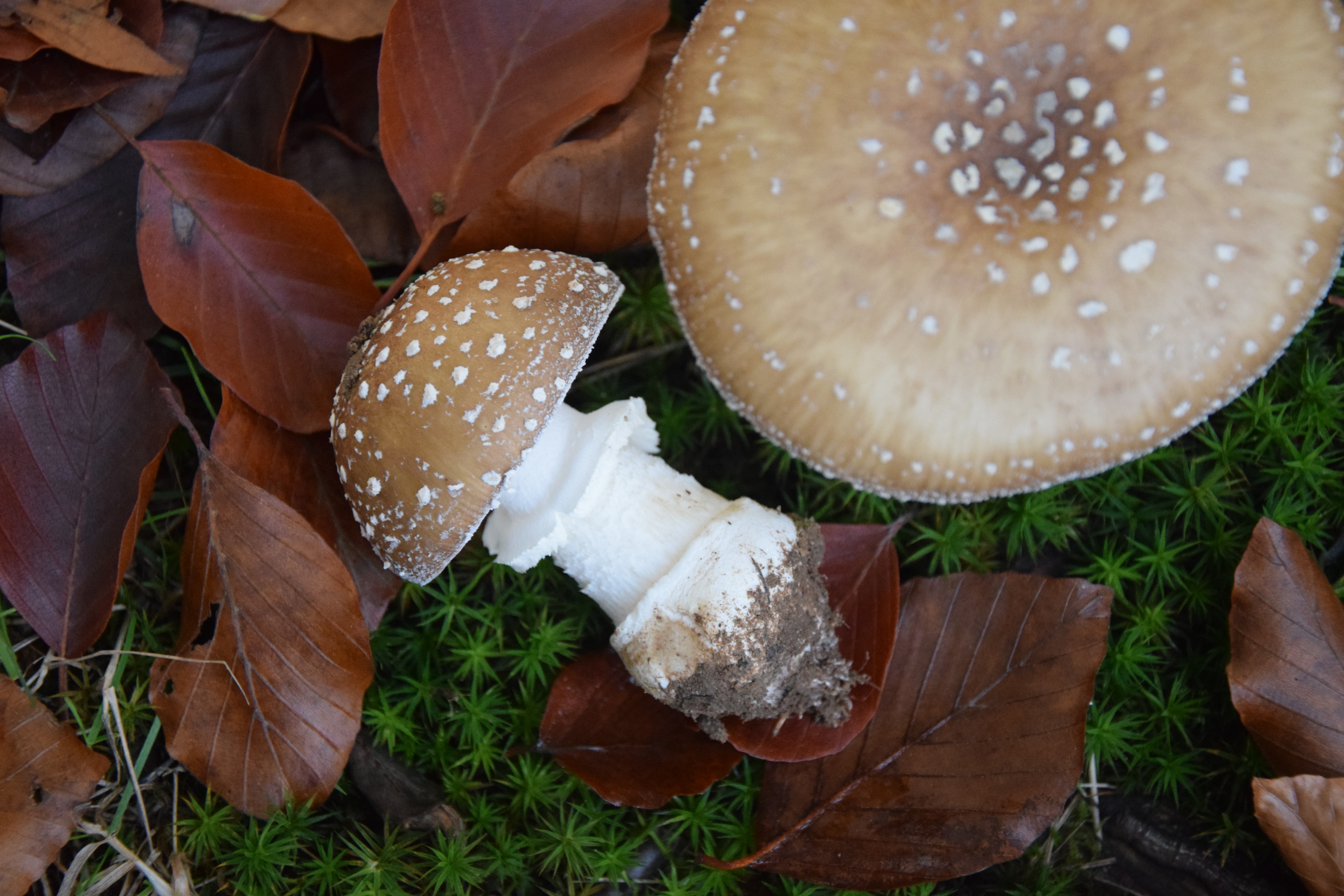
Junger Pantherpilz mit in diesem Stadium noch kräftigem Ring.

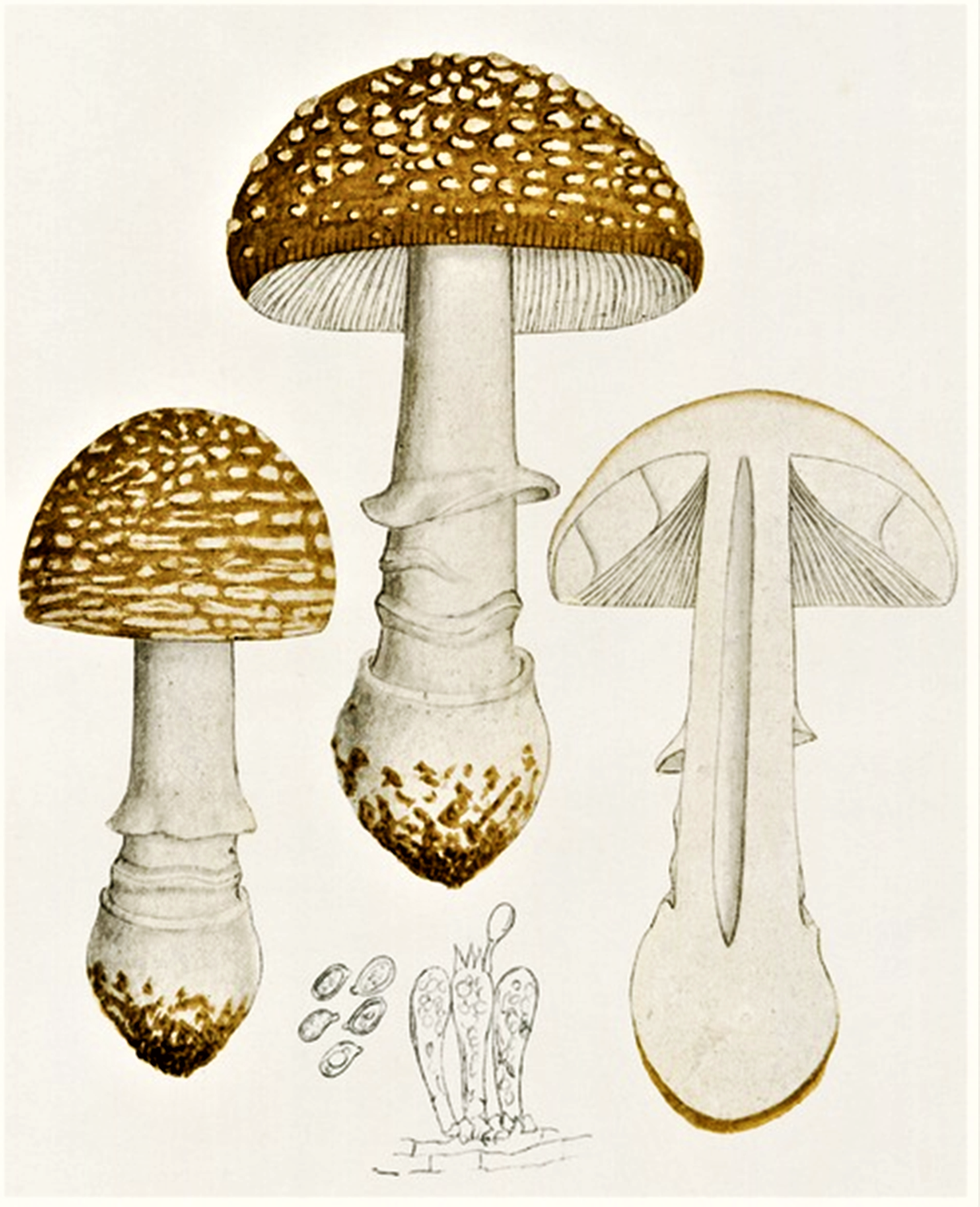
Farbtafel des Pantherpilzes aus Giacomo Bresadolas „Iconographia Mycologica, Band 1“ (Milano 1927)

### Makroskopische Merkmale
Die Nominatform des Pantherpilzes zeichnet sich aus durch Fruchtkörper mit ausgebreiteten, flachen braunen Hüten und schlanken weißen Stielen. Die Hüte werden 4–10 cm breit und haben eine bei feuchter Witterung schmierige, bei trockenem Wetter matt glänzende Huthaut. Charakteristisch sind vor allem die weißen Flocken, die Reste des Velums darstellen und konzentrisch um die Hutmitte angeordnet sind. Bei Regen werden sie leicht abgewaschen, ältere Exemplare zeigen also meist ein ausgedünntes Flockenmuster. Die Oberhaut des Hutes ist abziehbar, ihr Farbton variiert von dunkelbraun bis weißbräunlich, der Rand ist meist gerieft. Bei jungen Fruchtkörpern hat der Hut noch eine kugelige Form, breitet sich aber im Alter flach aus. Die Lamellen sind weiß, weich und stehen dicht beieinander.
Der Stiel des Pantherpilzes wird 6–12 cm hoch und hat einen Durchmesser von 0,5–2 cm. Er ist weiß, zartflockig und innen faserig, bei alten Exemplaren hohl. Der Pantherpilz hat eine schlanke Knolle an der Stielbasis. Sie ist charakteristisch gerandet und mit einem Wulst scharf abgesetzt. Die Assoziation mit einem Fuß, der in einer Socke steckt, gab diesem Merkmal den umgangssprachlichen Begriff „Bergsteigersöckchen“. Darüber sind undeutlich eine oder mehr ringförmige Gürtelzonen zu erkennen. Die Manschette sitzt mittig oder nur wenig höher am Stiel und weist dadurch keine Riefen als Abdrücke der Lamellenschneiden auf (Ausnahmen können vorkommen). Bei jungen Fruchtkörpern steht sie in der Regel ab, wird jedoch im Alter schlaffer und liegt schließlich als dünner Ring an. Das weiße Fleisch ist zerbrechlich. Es riecht leicht nach Rettich, schmeckt jedoch schwach süßlich.

### Mikroskopische Merkmale
Wie alle Wulstlingsverwandten verfügt der Pantherpilz über eine monomitische Trama aus ausschließlich generativen, dünnwandigen Hyphen. Die Basidien sind viersporig, die Sporen selbst sind inamyloid.

## Artabgrenzung
Der essbare Graue Wulstling (Amanita excelsa) kann durch eine ähnliche Färbung sehr ähnlich sein und für unerfahrene Sammler schwer zu unterscheiden. Er unterscheidet sich durch größere, flächig anliegende Velumreste auf dem Hut, die dunkler graubräunlich gefärbt sind, eine dickere, nicht ringförmig abgesetzte Stielknolle und eine größere und überdauernde, direkt unter der Hutmitte ansetzende Manschette mit deutlicher Riefung (Längsstreifung). Außerdem ist er insgesamt kräftiger und gedrungener, der Hut ist trister graubraun gefärbt und mit im Normalfall ungerieftem Rand.
Auch eine Verwechslung mit dem häufig gesammelten und als Speisepilz geschätzten Perlpilz (Amanita rubescens) ist möglich. Der Perlpilz unterscheidet sich ebenso wie der Graue Wulstling vom Pantherpilz durch eine kräftigere Statur, flächigere, gräuliche Velumreste, einen meist ungerieften Hutrand und einen gerieften Ring, er lässt sich aber außerdem gut durch seine Rottöne unterscheiden. Sowohl Fraßgänge oder Verletzungen im Fleisch als auch der Hut weisen fleischrosa, orange oder rotbräunliche Töne auf, die dem Pantherpilz fehlen. Außerdem riecht der Perlpilz nicht nach Rettich.
Helle Formen des Pantherpilzes können mit dem nahe verwandten und ebenfalls giftigen Narzissengelben Wulstling (Amanita gemmata) verwechselt werden. Der hat aber wachs- bis dottergelbe Hutfarben.
Braune Formen des giftigen Fliegenpilzes (Amanita muscaria) sowie der Königsfliegenpilz (Amanita regalis) unterscheiden sich durch die fehlenden Gürtelzonen der dafür mit warzigen Flocken besetzten Knolle und im Schnitt durch eine gelbe Linie unter der Huthaut.
Der Porphyrbraune Wulstling (Amanita porphyria) unterscheidet sich durch andere, mehr violettbraune Farben und flächigen Velumresten, die farblich kaum zur Hutfarbe kontrastieren, sowie durch eine andere Knollenform. Der seltene Rauhe Wulstling (Amanita franchetii) unterscheidet sich durch spitzkörnige, gelbliche Flocken an Hut, Ring und Knolle, letztere ist ebenfalls nicht wulstig abgesetzt.

## Ökologie
Pantherpilze sind Mykorrhizapartner von Laub- und Nadelbäumen und kommen in einer Vielzahl verschiedener Waldformen vor. Die Fruchtkörper erscheinen zwischen Juni und November. 

## Verbreitung
Der Pantherpilz ist holarktisch verbreitet.

## Toxizität
Im Pantherpilz wie auch dem Fliegenpilz ist die giftige Ibotensäure enthalten. Die für den erwachsenen Menschen tödliche Giftmenge ist in 100 Gramm Frischpilz enthalten, aber der Gehalt schwankt stark. Die tödliche Dosis der Ibotensäure liegt bei 38 mg pro kg Körpergewicht (LD50 Maus).
Der Pilz wird von sibirischen Völkern für Initiationsriten genutzt. Bei längerer Trocknung bildet sich aus der Ibotensäure Muscimol, welches weniger giftig, dafür aber umso stärker halluzinogen sein soll. 
Ein bis zwei Stunden nach dem Verzehr des Pilzes treten als Symptome der Vergiftung Übelkeit, Durchfall und Erbrechen ein, die Haut rötet und die Pupillen weiten sich. Anschließend macht sich ein Übergang zu Erregungs- und Rauschzuständen bemerkbar, Krampfanfälle und Verwirrtheit können ebenso auftreten. Je nach eingenommener Pilzmenge kann ein Koma oder der Tod durch Atemlähmung eintreten.
Zur Behandlung wird der Magen entleert, sofern der Verzehr nicht zu lange zurückliegt. Zur Bindung der Giftstoffe wird Aktivkohle verabreicht und der Darm wird durch die Gabe von Abführmitteln entleert, um die Pilzreste aus dem Darm zu befördern und die Aufnahme von noch mehr Gift zu verhindern. Gegen die Krämpfe werden krampflösende, gegen die Erregungszustände beruhigende Mittel (zum Beispiel Benzodiazepine) gegeben. Um die Nieren zur Blutreinigung anzuregen, kann eine Infusion mit isotonischer Kochsalzlösung vorgenommen werden.
6,6 % aller Pilzvergiftungen werden vom Pantherpilz verursacht. Die Sterblichkeitsrate liegt bei ein bis zwei Prozent.